# Nupe (volk)
De Nupe zijn een volk in Midden-Nigeria, dat woont aan de noordgrens van het woongebied van de Yoruba en de Igala. Het heeft een gelijknamig land bewoond, dat zich in de Middeleeuwen van een verzameling kleine staten tot een gecentraliseerde staat van betekenis ontwikkelde. Dit koninkrijk verloor zijn onafhankelijkheid in het begin van de negentiende eeuw aan de Fulbe.

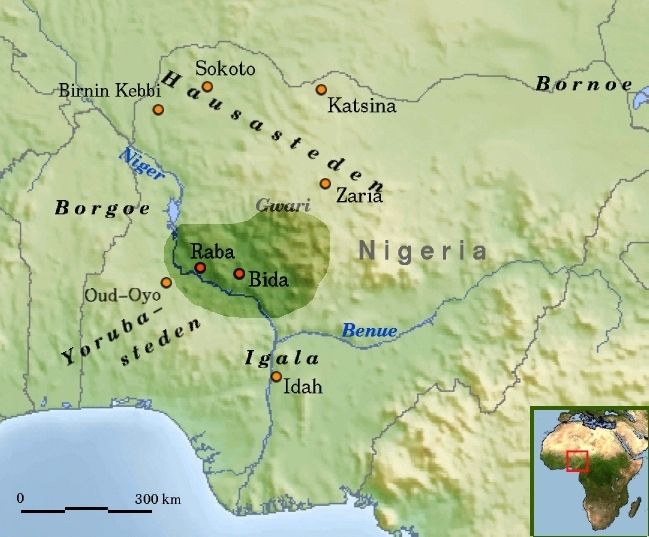
Historisch Nupe en enkele omringende staten

De taal van de Nupe heet Nupe.

## Geschiedenis
Het land van de Nupe lag op de rand van het savanne- en bosgebied in West-Afrika. In de vroege geschiedenis had het de meeste banden met de landen in het beboste zuiden. Voor de vijftiende eeuw bestonden de Nupe uit vijf clans: de Ebe, de Beni, de Ebagi, de Bataci en de Dibo. Deze koninkrijkjes vormden een confederatie.
Rond 1500 traden er veranderingen in het land op, waarmee zijn macht snel toenam. De confederatie werd een gecentraliseerd rijk. Niet alleen de oude clans werden hierin opgenomen, maar ook de bewoners langs de rivier de Niger. Met de uitbreiding van het rijk werd het ook machtiger door een bevolkingsgroei, die veroorzaakt werd door immigratie, en vervolgens assimilatie, van bewoners uit de Yorubasteden, uit Igala, Gwari, en Bornu. De Nupe hadden zowel handelsrelaties als conflicten met omringende staten. Kort na 1500 veroverden de Nupe de Yorubastadstaat Oyo in het zuiden, en dwongen de koningen ervan voor zeventig jaar in ballingschap. In het noorden ontstond in dezelfde tijd een oorlog met de Hausastadstaat Katsina, en later met de Hausasteden Zaria en Kebbi.
Rond 1820 werd Nupe veroverd door de Fulalegers van Usman dan Fodio. Het werd opgedeeld in emiraten onder het kalifaat van Sokoto. De emirs verplaatsten in 1857 de hoofdstad naar Bida.

## Overlevering
De mythische stichter van het konkrijk is de koning Tsoede. Deze vormde in het begin van de zestiende eeuw, het verband van clans om, in een overkoepelende staat. De koning was een zoon van een Igalaleider en een Nupevrouw. Afkomstig uit Idah, hoofdstad van Igala, koos hij Nupeko als hoofdstad.
Tsoede kwam naar Nupe met een aantal smeden, die het Nupevolk de kunst van het bronsgieten zouden hebben bijgebracht.